# 최순식
최순식(崔順植, 1950년 12월 19일 ~ , 경기도 화성시)은 대한민국의 제2대 경기도 오산시장을 지낸 공무원이다. 본관은 탐진이며, 경기도 화성군 출신이다.

## 생애
1971년 행정고시에 합격하여 1977년 여주군 부군수, 1981년 경기도 안성군수와 1990년 수원시 부시장을 지내고, 1991년 12월 31일부터 1993년 1월 17일까지 경기도 오산시장을 역임하였다. 오산시장으로 재임하는 동안 오산천 재정비 등 지역발전시책을 추진하였다. 공무원으로 공직을 마감한 최순식 시장은 2008년 18대 국회의원 오산지역구 선거에 출마했으나 낙선하였다.
1989년 12월 27일 수원시 부시장 직무대리, 1994년 안산시장, 1995년 성남시 부시장, 1996년 부천시 부시장 등을 역임했다. 이후 경기영어마을 사무총장을 역임했고 그밖에 국방대학교를 수료하였다.

## 학력
- 화성석천국민학교
- 삼괴중학교
- 고등학교 검정고시
- 중앙대학교 법학과 졸업
- 서울대학교 행정대학원 석사
- 런던 대학교 정치경제대학원 석사

## 경력
- 1971년 제10회 행정고시 합격
- 1981년 7월 7일 경기도 안성군수
- 1983년 12월 26일 경기도교육연수원 운영과장
- 1988년 1월 1일 경기도 지방자치기획관
- 89.12.28 수원시 부시장 직대
- 1991년 12월 31일 ~ 1993년 1월 17일 경기도 오산시장
- 94.3.15 ~ 94.10.6 도 기획관리실장
- 1994년 10월 6일 ~ 1995년 6월 30일 경기도 안산시장
- 95.7.29 성남시부시장
- 96.7.17 부천시부시장
- 98.10.1 ~ 2001.7 성남시 부시장

## 저서
- 현대지방자치론

## 역대 선거 결과
| 실시년도 | 선거   | 대수 | 직책     | 선거구      | 정당     | 득표수   | 득표율          | 순위 | 당락 | 비고 |
| -------- | ------ | ---- | -------- | ----------- | -------- | -------- | --------------- | ---- | ---- | ---- |
| 2008년   | 총선   | 18대 | 국회의원 | 경기 오산시 | 한나라당 | 15,989표 | \| \| 35.74% \| | 2위  | 낙선 |      |
|          | 35.74% |      |          |             |          |          |                 |      |      |      |